# Peloribates pinguisetus
Peloribates pinguisetus är en kvalsterart som beskrevs av Sandór Mahunka 1985. Peloribates pinguisetus ingår i släktet Peloribates och familjen Haplozetidae. Inga underarter finns listade i Catalogue of Life.